# Parhippopsicon albovittatum
Parhippopsicon albovittatum là một loài bọ cánh cứng trong họ Cerambycidae.